# Bujumbura
Bujumbura (dříve Usumbura, česky též Bužumbura) je bývalé hlavní město a největší město afrického státu Burundi. Je jeho ekonomickým centrem.

## Poloha a přírodní poměry
Město je přístavem na jezeru Tanganika, leží na při jeho severovýchodním cípu.

## Administrativní dělení
Město se ze správního hlediska dělí na tři obce, která má každá svoji radu a svého předsedu. Samo má potom vlastní radu a vlastního správce.

## Historie
Bujumbura vznikla z původně osady obchodníků na břehu jezera během německého koloniálního období (byla součástí kolonie Německá východní Afrika). Po první světové válce se stala administrativním centrem belgického mandátu Ruanda-Urundi v rámci Společnosti národů. V roce 1962 se stala součástí nezávislého Burundi a její jméno bylo z původního Usumbura změněno na současné. V 90. letech 20. století bylo místem bojů v občanské válce.
V roce 2024 zde byla přítomna epidemie opičích neštovic.

## Ekonomika
Je zde rozvinutý rybolov, z přístavu se exportuje káva, kůže, cínová ruda. Město je vnímáno jako hospodářské centrum celého Burundi. Velká část obyvatelstva je zaměstnána v rámci neformální ekonomiky.
Středem života města je centrální trh, místo násilností v 90. letech. V roce 2019 tržnice vyhořela.
Air Burundi, národní letecká společnost Burundi, která působila v letech 1971 až 2009, měla sídlo právě v Bujumbuře.

## Doprava
Místní mezinárodní letiště provozuje lety do regionu i do Evropy. Prochází tudy silnice celostátního významu č. 1 a 3. Na břehu jezera se také nachází přístav.
Ve městě je provozována neformální veřejná doprava, kterou tvoří vozy taxislužby a minibusy, označované jako Hiace.

## Školství
Sídlí zde Burundská univerzita.

## Sport
Největší stadion nese název Itawari.

## Životní prostředí
Ve městě, jehož metropolitní oblast má více než milion obyvatel, je palčivým a dlouhodobým problémem svoz odpadu a odpadové hospodářství.

## V kultuře
Postava z české filmové série Jak básníci přicházejí o... Mireček, kterou ztvárnil Joseph Dielle, byla původem z Bujumbury.